# یوهانس سمپر
یوهانس سمپر (استونیایی: Johannes Semper; ۲۲ مارس ۱۸۹۲ – ۲۱ فوریهٔ ۱۹۷۰) شاعر، مترجم و نویسنده اهل استونی بود.
وی همچنین برندهٔ جوایزی همچون نشان لنین شده‌است. سمپر وزیر آموزش دولت یوهانس وارس در سال ۱۹۴۰ بوده‌است.